# Epirhyssa oranensis
Epirhyssa oranensis är en stekelart som beskrevs av Porter 1975. Epirhyssa oranensis ingår i släktet Epirhyssa och familjen brokparasitsteklar. Inga underarter finns listade i Catalogue of Life.